# Xanthomantis flava
Xanthomantis flava är en bönsyrseart som beskrevs av Giglio-tos 1915. Xanthomantis flava ingår i släktet Xanthomantis och familjen Iridopterygidae. Inga underarter finns listade i Catalogue of Life.